# Ołenynśke
Ołenynśke (ukr. Оленинське) – wieś na Ukrainie, w obwodzie sumskim, w rejonie ochtyrskim, w hromadzie Czupachiwka. W 2001 liczyła 539 mieszkańców, spośród których 528 wskazało jako ojczysty język ukraiński, 8 rosyjski, a 3 białoruski.